# María Victoria Moreno
María Victoria Moreno (Valencia de Alcántara, 1er mai 1939 - Pontevedra, 22 novembre 2005),  est une romancière et enseignante galicienne. Elle a écrit  en castillan et en galicien.  Elle était une pionnière de la littérature pour enfants en galicien.

## Œuvres
En galicien:
La littérature pour enfants:

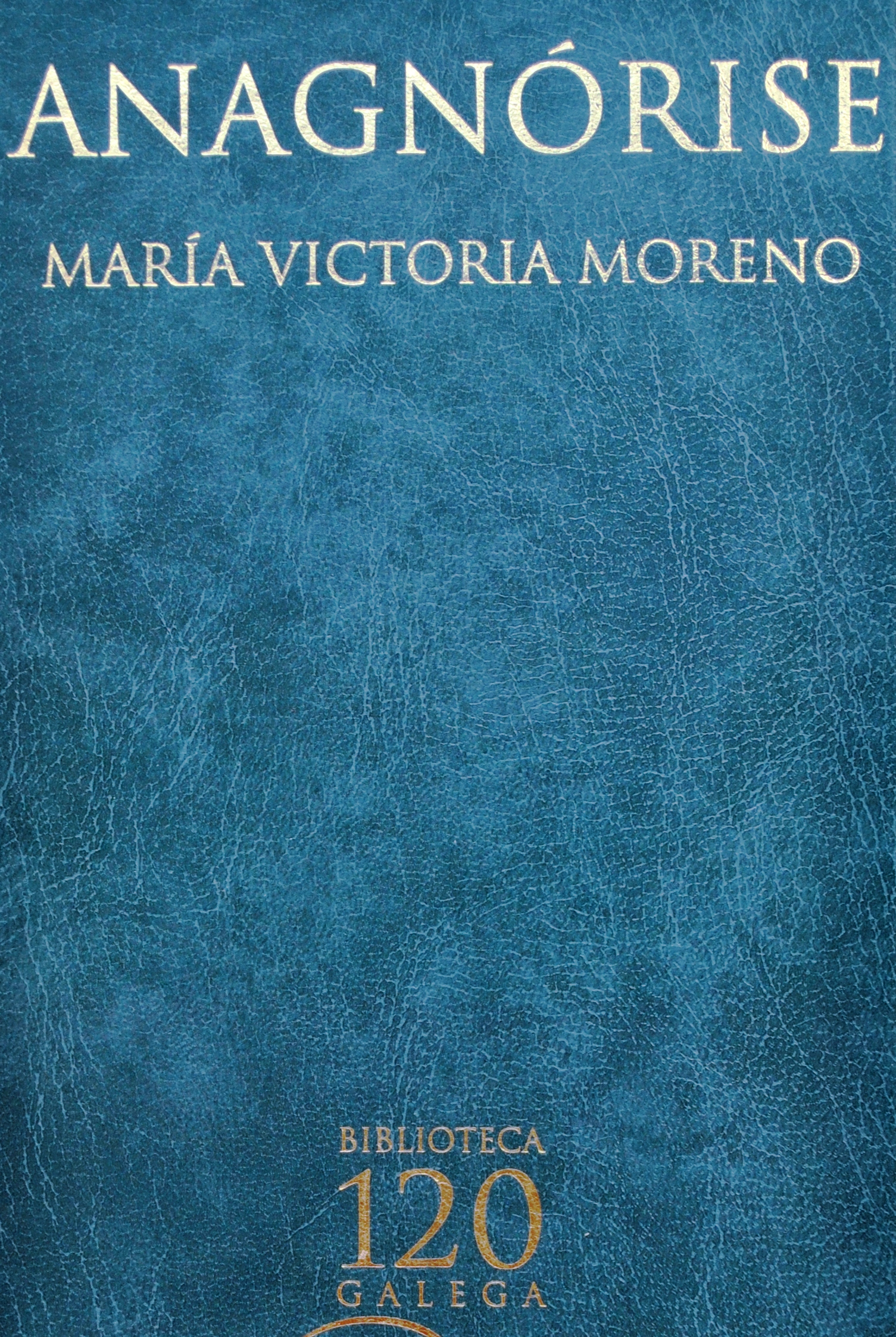
Anagnórise, Biblioteca Galega 120.

- Mar adiante, Sada, Ediciós do Castro, 1973.
- A festa no faiado, Vigo, Galaxia, 1983[1].
- A brétema, Vigo, Galaxia, 1985[2].
- Leonardo e os fontaneiros, Vigo, Galaxia-SM, 1986. 3º Barco de Vapor Award.
- Anagnórise, Vigo, Galaxia, 1988[3]. Also in Biblioteca Galega 120.
- O cataventos, Santiago de Compostela, Sotelo Blanco Edicións, 1989.
- ¿Un cachiño de bica?, Vigo, SM, 1994.
- ¿E haberá tirón de orellas?, Vigo, Galaxia, 1997[4].
- Guedellas de seda e liño, Vigo, Galaxia, 1999[5].
- Eu conto, ti cantas, Vigo, Edicións Xerais de Galicia, 2005.
- O amor e as palabras, Urco Editora, 2017[6].

En castillan:
- Alcores de Donalvar (roman). 1969. En Galicien: Onde o aire non era brisa, Galaxia, 2009[7].